# Trent Dalzell
Trent Dalzell (nascido em Wollongong, Austrália, 1989) é um ator australiano de novelas.